# Julio César Corniel Amaro
Julio César Corniel Amaro (ur. 28 września 1958 w Bodita) – dominikański duchowny katolicki, biskup Puerto Plata od 2005.

## Życiorys
Święcenia kapłańskie otrzymał 21 czerwca 1986 i został inkardynowany do diecezji San Francisco de Macorís. Pracował głównie jako duszpasterz parafialny, zaś w latach 2001-2003 odbył studia z prawa kanonicznego w Salamance. Po powrocie do kraju został wykładowcą seminarium w Santo Domingo, odpowiadając jednocześnie w diecezji za duszpasterstwo społeczne.
31 maja 2005 papież Benedykt XVI mianował go ordynariuszem diecezji Puerto Plata. Sakry biskupiej udzielił mu 16 lipca 2005 kardynał Nicolás de Jesús López Rodriguez.